# Папенхаген
Папенхаген (нем. Papenhagen) — община в Германии, в земле Мекленбург-Передняя Померания.
Входит в состав района Северная Передняя Померания. Подчиняется управлению Францбург-Рихтенберг. Население составляет 591 человек (на 31 декабря 2010 года). Занимает площадь 20,84 км².